# Тёмные воды (фильм, 2019)
«Тёмные воды» (англ. Dark Waters) — американский юридический триллер режиссёра Тодда Хейнса по сценарию Марио Корреа и Мэттью Майкла Карнахана. Главные роли в картине исполняют Марк Руффало, Энн Хэтэуэй, Тим Роббинс, Билл Кэмп, Виктор Гарбер, Мэр Уиннингэм и Билл Пуллман.
Фильм повествует о реальном судебном деле корпоративного юриста Роберта Билотта против корпорации DuPont по факту загрязнения вод в окрестностях Паркерсберга токсичным веществом ПФОК, которое выделялось как побочный продукт при производстве тефлона.
Премьера фильма в США состоялась 22 ноября 2019 года, тогда как в России — 6 февраля 2020 года.

## Сюжет
Роберт Билотт работает в фирме Taft Stettinius & Hollister в Цинциннати, занимаясь корпоративным правом. Фермер Уилбур Теннант, знавший бабушку Роберта, просит его расследовать ряд необъяснимых смертей животных в Паркерсберге в Западной Виргинии. Теннант связывает смерть животных с деятельностью расположенного рядом химического завода DuPont, и даёт Роберту большой ящик с видеозаписями.
Юрист посещает ферму и узнает, что 190 коров умерли от необычных заболеваний, вроде вздутия органов, почерневших зубов и опухолей. Адвокат DuPont Фил Доннелли обещает помочь Билотту в этом деле, деталей которого он пока не знает. Роберт не находит ничего полезного в отчете агентства по охране окружающей среды (EPA) и понимает, что ведомство не отслеживает вещества, которых нет в перечне опасных химикатов, т.к. их вред официально не был подтвержден исследованиями. Тогда Роберт подает небольшой иск, чтобы с помощью раскрытия данных получить информацию о складируемых на местной свалке отходах.
Роберт противостоит Филу на отраслевом мероприятии, что приводит к гневной беседе. DuPont присылает сотни коробок с документами, надеясь похоронить потенциальные улики среди тысяч ненужных документов, но Билотт находит многочисленные упоминания о химическом веществе ПФОК, которого нет ни в одном справочнике. Среди ночи беременная жена Роберта Сара обнаруживает его на кухне, где он срывает ковер с пола и гремит посудой. Билотт рассказывает ей, что ПФОК - это перфтороктановая кислота, которая используется при производстве тефлона, а он есть в каждом американском доме: на сковородах с антипригарным покрытием, в легко моющихся покрытиях для пола, а также в ткани непромокаемой одежды. Компания DuPont десятилетиями изучала воздействие ПФОК на животных и обнаружила, что вещество вызывает пороки развития, рак и болезни почек у крыс, однако не обнародовала результаты. Выясняется, что корпорация купила участок рядом с фермой Теннанта и устроила там свалку, где формально не было никаких опасных отходов, но в действительности бочки с жидкими отходами были тайно захоронены именно там. Спустя некоторое время бочки начали разрушаться и ПФОК попала в грунтовые воды. При этом сама ПФОК может накапливаться в организме людей и животных.
Местные жители начинают избегать Теннанта за подачу иска против крупнейшего работодателя в данной местности. Роберт призывает его принять соглашение DuPont, но Теннант отказывается: у него с женой рак, и он желает добиться справедливости. Роберт отправляет доказательства по делу DuPont, в частности, в EPA и министерство юстиции. Агентство по охране окружающей среды штрафует DuPont на 16,5 миллиона долларов, при том, что годовая прибыль корпорации от продаж Тефлона превышает 1 миллиард долларов. Роберт с коллегами смеются: размер штрафа за ущерб от производства Тефлона меньше, чем прибыль от продаж Тефлона за неделю.
Роберт понимает, что жители Паркерсберга будут страдать от воздействия ПФОК всю оставшуюся жизнь. Он решает добиться медицинской проверки всех жителей города в рамках одного большого коллективного иска. В это время DuPont рассылает горожанам письмо с уведомлением о наличии в окружающей среде ПФОК, тем самым начиная отсчёт срока исковой давности и ограничивая все возможные действия одним месяцем.
Поскольку ПФОК официально не регулируется, команда Роберта возлагает на корпорацию ответственность за превышение содержания этого вещества (одна частица на миллиард), указанного, как безопасное во внутренних документах DuPont. В суде представители компании утверждают, что департамент защиты окружающей среды Западной Вирджинии находит безопасным соотношение 150 частиц на миллиард. Местные жители начинают протесты и история выходит на общенациональный уровень. Компания соглашается выплатить вознаграждение на сумму более 300 млн долларов, но не собирается проводить медицинский мониторинг населения Паркерсберга в условиях отсутствия претензий к ПФОК со стороны EPA. Роберт организует независимую научную экспертизу по изучению историй болезни и образцов крови, которые предоставили около 70 тысяч местных жителей.
Семь лет проходят безрезультатно. Теннант умирает, а финансовое положение Билотта ухудшается из-за сокращения заработной платы. В результате испытанного стресса юрист переносит ишемию.
Наконец исследовательская группа связывается с Робертом и сообщает ему о том, что долговременное воздействие ПФОК вызывает шесть видов тяжёлых заболеваний, в том числе два вида рака, преэклампсию и язвенный колит. За ужином с семьей Роберту сообщают, что DuPont отказывается заключать мировое соглашение собирается вести отдельные процессы отдельно по каждому иску, что может занять несколько десятилетий. Роберт не отступает и идёт в суд, где выступает адвокатом со стороны истца. В суде он выигрывает первые три дела, получив компенсации на 1,6 млн, 5,6 млн и 12,5 млн долларов соответственно. В итоге корпорация DuPont вынуждена признать вину и урегулировать все оставшиеся 3532 исковых заявления, выплатив 670,7 миллионов долларов пострадавшим. Расследование велось 16 лет.

## Актёрский состав
- Марк Руффало — Роберт Билотт
- Энн Хэтэуэй — Сара Билотт
- Тим Роббинс — Том Терп
- Билл Кэмп — Уилбур Теннант
- Виктор Гарбер — Фил Доннелли
- Мэр Уиннингэм — Дарлин Кигер
- Билл Пуллман — Гарри Дицлер
- Уильям Джексон Харпер[англ.] — Джеймс Росс
- Роберт Билотт — камео
- Сара Билотт — камео

## Производство
В сентябре 2018 года было объявлено, что Тодд Хейнс займётся режиссурой фильма, тогда известного под названием «Пробный прогон» (англ. Dry Run). Мэттью Майкл Карнахан и Марио Корреа написали сценарий картины на основе статьи Натаниэля Рича «Юрист, ставший худшим кошмаром компании DuPont», вышедшей в New York Times. Марк Руффало, компании Participant Media и Killer Films были объявлены в качестве продюсеров. В ноябре того же года было объявлено, Руффало исполнит главную роль в фильме. В январе 2019 года к актёрскому составу присоединились Энн Хэтэуэй, Тим Роббинс, Билл Кэмп, Виктор Гарбер, Мэр Уиннингэм, Уильям Джексон Харпер и Билл Пуллман.
Съёмки фильма проходили с января по март 2019 года в Цинциннати, Огайо.

## Релиз
Фильм был выпущен в ограниченном прокате на территории США 22 ноября 2019 года.

## Отзывы критиков
Фильм получил положительные отзывы критиков. На интернет-агрегаторе Rotten Tomatoes он имеет рейтинг 89 % на основе 168 рецензий. Metacritic дал фильму 72 балла из 100 возможных на основе 36 рецензий, что соответствует статусу «преимущественно положительные отзывы».
Российский блогер Алекс Экслер положительно отнёсся к фильму, средняя оценка которого составила 4 балла[значимость факта?].

## Награды и номинации
| Год  | Премия                        | Категория                                  | Номинант(-ы)                        | Результат |
| ---- | ----------------------------- | ------------------------------------------ | ----------------------------------- | --------- |
| 2020 | «Спутник»                     | Лучшая мужская роль в драматическом фильме | Марк Руффало                        | Номинация |
| 2020 | «Спутник»                     | Лучший адаптированный сценарий             | Марио Корреа, Мэттью Майкл Карнахан | Номинация |
| 2020 | Общество кинокритиков Гавайев | Лучший адаптированный сценарий             | Марио Корреа, Мэттью Майкл Карнахан | Номинация |
| 2020 | Премия «USC Scripter»         | Лучший адаптированный сценарий в кино      | Марио Корреа, Мэттью Майкл Карнахан | Номинация |